# Et frækt tilbud
Et frækt tilbud (eng: Indecent Proposal) er et amerikansk filmdrama fra 1993 med Robert Redford, Demi Moore og Woody Harrelson i hovedrollerne. Filmen er instrueret af Adrian Lyne og er baseret på bogen af samme navn, skrevet af Jack Engelhard. 

## Handling
Som barndomskærester og nu ægtefolk, rejser David (Woody Harrelson) og Diana Murphy (Demi Moore) til Las Vegas, i håb om at kunne vinde nok penge til at finansiere Davids drøm om et ejendomsprojekt. Efter at have spillet hele deres opsparing væk, møder de milliardæren John Cage (Robert Redford), som har et noget vovet tilbud til dem. Han er meget tiltrukket af Diana og tilbyder dem 1 mio. dollars, hvis bare han kan få en nat sammen med Diana. Efter at have diskuteret det om natten, accepterer David og Diana og der bliver lavet en aftale den næste dag. John flyver Diana til sin private båd, hvor man regner med at aftalen bliver overholdt. 
Selvom at han havde håbet, at han bare kunne glemme hele episoden, begynder David at tvivle på sit og Dianas forhold, og han bliver bange for at hun vil blive hos John efter deres nat sammen. På grund af denne krise i deres forhold bliver de separeret. Da John hører dette, dukker han op og fortæller Diana om sine følelser for hende. Diana bliver fristet og indvilliger i at tilbringe natten sammen med ham, og de udvikler derefter et forhold til hinanden. David, som i mellemtiden har indset at han ikke kan leve uden Diana, forsøger en sidste at vinde Diana tilbage, da hun søger om skilsmisse. 
John ser nu hvordan David ser på Diana og indser, at selvom Diana blev hos ham, så ville deres forhold aldrig blive så intent som David og Dianas. I Johns tilstedeværelse giver David pengene væk. John begynder nu at bilde Diana ind at hun kun var den seneste i køen af "million dollar girls" og at hun slet ikke betyder så meget for ham alligevel. Diana forlader John og tager David tilbage. 

## Skuespillere
- Robert Redford som John Gage
- Demi Moore som Diana Murphy
- Woody Harrelson som David Murphy
- Seymour Cassel som Mr. Shackleford
- Oliver Platt som Jeremy
- Billy Bob Thornton som Day Tripper
- Rip Taylor som Mr. Langford
- Som dem selv: Sheena Easton, Billy Connolly, Herbie Hancock

## Filmen
Trods filmens store succes ved box office, så vandt filmen tre Golden Raspberry Awards, inklusiv "Worst Picture" og Worst Supporting Actor" (Woody Harrelson).

### Priser og nomineringer
BMI Film & TV Awards
- 1994: Vandt "BMI Film Music Award" (John Barry)

Golden Screen (Tyskland) 
- 1993: Vandt "Golden Screen"

MTV Movie Awards
- 1994: Vandt "MTV Movie Award Best Kiss" (Demi Moore & Woody Harrelson)
- 1994: Nomineret til "MTV Movie Award Best Female Performance" (Demi Moore)
- 1994: Nomineret til "MTV Movie Award Most Desirable Female" (Demi Moore)

Razzie Awards
- 1994: Vandt "Razzie Award Worst Picture" (Sherry Lansing)
- 1994: Vandt "Razzie Award Worst Screenplay" (Amy Holden Jones)
- 1994: Vandt "Razzie Award Worst Supporting Actor" (Woody Harrelson)
- 1994: Nomineret til "Razzie Award Worst Actor" (Robert Redford)
- 1994: Nomineret til "Razzie Award Worst Actress" (Demi Moore)
- 1994: Nomineret til "Razzie Award Worst Director" (Adrian Lyne)
- 1994: Nomineret til "Razzie Award Worst Original Song" (John Barry (musik), Lisa Stansfield (tekster), Ian Devaney (tekster) & Andy Morris (tekster))  for sangen "(You Love Me) In All The Right Places"

### Trivia
- Rollen som David var egentlig tilegent Val Kilmer.
- Julia Roberts var faktisk førstevalget til rollen som Diana, men afslog.
- I filmen læser Diana "The Firm" af John Grisham, en film som Paramount Pictures kort efter filmatiseret som Firmaets Mand. Sekretæren i ejendomsmægler-kontoret læser en dag "Backlash", en bog som kritiserer instruktøren Adrian Lyne for hans fremstilling af kvinder i tidligere film.
- Pornostjernen Randy West var stand-in for Robert Redford i hans nøgenscener.
- Filmen blev egentlig lavet for at Tom Cruise og Nicole Kidman og Warren Beatty skulle spille henholdsvis David, Diana og John Cage.
- Johnny Depp og Tim Robbins var begge overvejet for spille rollen som David.
- Instruktør Adrian Lyne og stjernen Demi Moore skændes ofte på settet over hendes karakters personlighed, med Woody Harrelson som mægler imellem dem. Lyne syntes at Moore skulle være mere vulgær, imens skuespillerinden forsvarede sig selv. Det var først senere, da Lyne redigerede filmen, at han opdagede at hendes skuespil, faktisk var det han ville have hele tiden og han undskyldte da også snart til skuespillerinden.
- Halle Berry gik til audition for rollen som Diana Murphy.
- Under aftalescenen, skulle Redfords karakter forlade rummet, men Redford blev ved at overhøre sit stikord, da han lyttede til de jokes, som MC Billy Connolly (han var også med i scenen) sagde.
- Filmen bliver parodieret i en canadisk reklame for Hyundai. I den tilbyder en tilsyneladende velhavende mand, en anden mand 1 mio. dollars for at tilbringe natten med hans Hyundai Sonata. Manden nægter.

## Eksterne links
- Et frækt tilbud på Internet Movie Database (engelsk)
- Et frækt tilbud på Filmdatabasen
- Et frækt tilbud på Scope
- Et frækt tilbud i Svensk Filmdatabas (svensk)
- Et frækt tilbud på AlloCiné (fransk)
- Et frækt tilbud på MovieMeter (nederlandsk)
- Et frækt tilbud på AllMovie (engelsk)
- Et frækt tilbud hos American Film Institute (engelsk)
- Et frækt tilbud på Turner Classic Movies (engelsk)
- Et frækt tilbud på The Movie Database (engelsk)
- Komplet liste over skuespillere som blev overvejet til de forskellige roller Arkiveret 15. maj 2008 hos  Wayback Machine